# La Zarra
La Zarra, właśc. Fatima-Zahra Hafdi (arab. ‏فاطمة الزهراء حافظي‎; ur. 25 sierpnia 1988 w Montrealu) – kanadyjska piosenkarka pochodzenia marokańskiego. Reprezentantka Francji w 67. Konkursie Piosenki Eurowizji (2023).

## Życiorys
Hafdi wychowywała się w Longueuil na terenie prowincji Quebec w Kanadzie. Popularność przyniósł jej debiutancki singiel „Printemps blanc” który wydała w 2016 wraz z francuskim raperem Niro. W 2021 została nominowana do NRJ Music Award w kategorii debiut roku we Francji.
12 stycznia 2023 została wewnętrznie wybrana przez telewizję France 2 do reprezentowania Francji w 67. Konkursie Piosenki Eurowizji w Liverpoolu. 13 maja wystąpiła w finale konkursu i zajęła w nim 16. miejsce, zdobywszy 104 punkty, w tym 54 pkt od jury (16. miejsce) i 50 pkt od widzów (14. miejsce).

## Dyskografia

### Minialbumy
| Rok  | Dane dot. minialbumu | Najwyższa pozycja na listach |
| Rok  | Dane dot. minialbumu | FRA                          |
| ---- | --- | ---------------------------- |
| 2021 | Traîtrise - Wydany: 3 grudnia 2021 - Wytwórnia: Polydor Records, Indifference Prod - Format: digital download, streaming | 82                           |

### Single

#### Jako główna artystka
| Rok                                                      | Tytuł                     | Najwyższa pozycja na listach | Najwyższa pozycja na listach | Najwyższa pozycja na listach | Najwyższa pozycja na listach | Najwyższa pozycja na listach | Najwyższa pozycja na listach | Certyfikat             | Album     |
| Rok                                                      | Tytuł                     | FRA                          | FIN                          | IRE                          | LTU                          | SWE                          | UK                           | Certyfikat             |           |
| -------------------------------------------------------- | ------------------------- | ---------------------------- | ---------------------------- | ---------------------------- | ---------------------------- | ---------------------------- | ---------------------------- | ---------------------- | --------- |
| 2020                                                     | „À l'ammoniaque/Mon dieu” | –                            | –                            | –                            | –                            | –                            | –                            |                        | –         |
| 2021                                                     | „Printemps blanc”         | –                            | –                            | –                            | –                            | –                            | –                            |                        | –         |
| 2021                                                     | „Tirer un trait”          | –                            | –                            | –                            | –                            | –                            | –                            |                        | –         |
| 2021                                                     | „Tu t'en iras”            | 75                           | –                            | –                            | –                            | –                            | –                            | - FRA: platynowa płyta | Traîtrise |
| 2021                                                     | „TFTF”                    | –                            | –                            | –                            | –                            | –                            | –                            |                        | Traîtrise |
| 2021                                                     | „Santa Baby”              | –                            | –                            | –                            | –                            | –                            | –                            |                        | –         |
| 2022                                                     | „Sans moi”                | –                            | –                            | –                            | –                            | –                            | –                            |                        | –         |
| 2023                                                     | „Évidemment”              | 82                           | 23                           | 95                           | 7                            | 84                           | 94                           |                        | –         |
| „–” oznacza, że singel nie był notowany na danej liście. |                           |                              |                              |                              |                              |                              |                              |                        |           |

#### Z gościnnym udziałem
| Rok  | Tytuł                                                     | Album                   |
| ---- | --------------------------------------------------------- | ----------------------- |
| 2016 | „Printemps blanc” (Niro, gościnnie: La Zarra)             | Les Autres              |
| 2022 | „Les amants de la colline” (Slimane, gościnnie: La Zarra) | Chroniques d'un cupidon |